# レイチェル (映画)
『レイチェル』（My Cousin Rachel）は2017年のイギリス・アメリカ合衆国のサスペンス映画。
監督はロジャー・ミッシェル、出演はレイチェル・ワイズとサム・クラフリンなど。
原作はダフネ・デュ・モーリアの1951年の小説『レイチェル』。
同原作の映画化作品としては1952年の『謎の佳人レイチェル』がある。
日本では劇場公開されず、2019年2月にWOWOWで放映された。

## ストーリー
幼い頃に両親を亡くし、従兄のアンブローズに育てられた青年フィリップは、父親のように慕うアンブローズが療養先のイタリアで従姉で未亡人のレイチェルと結婚したとの手紙を受け取る。
当初は幸せそうなアンブローズだったが、ある日、レイチェルの目を盗んで書き送ったという手紙で、病に伏せており、助けて欲しいとフィリップに訴える。
イタリアに駆けつけたフィリップはレイチェルの弁護士というライナルディから既にアンブローズが脳腫瘍で亡くなったこと、そして病気が原因の妄想によってレイチェルらに対して暴力的になっていたことなどを知らされる。
アンブローズはレイチェルに殺されたと確信したフィリップだったが、アンブローズの遺書が書き換えられておらず、財産はこれまで通り、フィリップが25歳になった時点で全て相続することになっていることに疑問を抱く。
フィリップが主人となった屋敷にレイチェルがアンブローズの未亡人としてやって来る。憎しみの気持ちで彼女を迎えたフィリップだったが、彼女の美しさと淑やかさにすっかり心を奪われてしまう。
周囲の人々はレイチェルには欲深い裏の顔があると忠告するが、聞く耳を持たないフィリップは弁護士に依頼し、25歳の誕生日にアンブローズの遺産を相続した時点で、その全てをアンブローズの妻だったレイチェルに譲る手続きをしてしまう。
そして、25歳の誕生日を迎える前の夜、フィリップはついにレイチェルと結ばれ、財産の譲渡契約書をレイチェルに渡す。
その日以降、レイチェルはフィリップからの求婚を頑なに拒むとともにフィリップと距離を置くようになる。彼女の態度の急変に戸惑うフィリップは体調を崩し、さらにアンブローズが「レイチェルに殺される」と走り書きしたメモを見つけたことでレイチェルに対する疑いの気持ちを膨らませていく。
そして、馬で遠乗りに行こうとするレイチェルにフィリップは「今の時期ならアザラシの子が見られる」と言って以前自分が落馬して転落死しかけた崖に行かせる。
その間にレイチェルが自分を殺そうとしていることを示す証拠がないか探すフィリップだったが、そのような証拠は何もなく、逆にレイチェルがフィリップを心から気にかけていることが弁護士からの手紙で明らかになる。
愕然としたフィリップはレイチェルの後を追う。しかし、既に彼女は乗っていた馬とともに崖下に転落し、息絶えていた。
フィリップは幼馴染のルイーズと結婚し、子をもうけるが、レイチェルに対する罪悪感に苛まれ続けることになる。

## キャスト
※カッコ内は日本語吹替
- フィリップ・アシュレー: サム・クラフリン（高橋広樹） - アシュレー家の主人アンブローズに育てられた従弟の青年。
- レイチェル・アシュレー: レイチェル・ワイズ（甲斐田裕子） - フィリップの従姉でアンブローズの妻。
- ニック・ケンダル: イアン・グレン（菅生隆之） - フィリップの教父（代父）で後見人。
- ルイーズ・ケンダル: ホリデイ・グレインジャー（佐古真弓） - ニックの娘でフィリップの幼馴染。
- ジョシュア: アンドリュー・ノット - アシュレー家の使用人。
- エンリコ・ライナルディ: ピエルフランチェスコ・ファヴィーノ - レイチェルのイタリア人弁護士。
- カウチ: サイモン・ラッセル・ビール - フィリップの弁護士。

## 作品の評価
Rotten Tomatoesによれば、批評家の一致した見解は「優れた撮影技術とレイチェル・ワイズの魅惑的な演技により、『レイチェル』は物語の中心となる謎がかなり簡単に解けてしまうにもかかわらず、魅力的な作品となっている。」であり、154件の評論のうち高評価は76%にあたる117件で、平均点は10点満点中6.61点となっている。
Metacriticによれば、34件の評論のうち、高評価は22件、賛否混在は10件、低評価は2件で、平均点は100点満点中63点となっている。